# 莎草纸
莎草纸是古埃及人广泛采用的书写材料，它用当时盛产于尼罗河三角洲的纸莎草的茎制成。大约在公元前3000年，古埃及人就开始使用莎草纸，并将这种特产出口到古希腊等古代地中海文明地区，甚至遥远的欧洲内陆和西亚。莎草紙消亡以後，製作莎草紙的傳統技術也因缺乏記載而失傳。

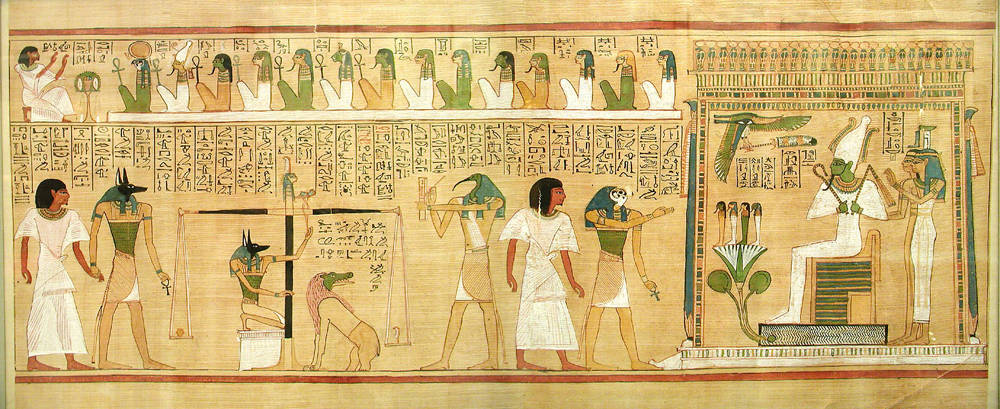
古埃及的纸莎草书

对遠古写在莎草纸上手稿的研究，或称为纸莎草学，是古埃及、以及希腊罗马历史学家的基本工具。
20世紀工程師哈桑拉贾（Hassan Ragab）从法国引种回埃及的纸莎草，經過無數測試的逆向研究，於1962年重新發明了新的莎草紙製法。成為現在大眾所知的莎草紙製程。

## 词源
英文單詞 "papyrus" 透過拉丁語源自希臘語的  πάπυρος (papyros)，這是一個來源不明（可能是前希臘語）的外來詞。希臘語中還有另一個詞βύβλος (byblos)，據說這個詞來自腓尼基城市比布魯斯的名稱。希臘作家泰奧弗拉斯托斯（前4世紀）在提到作為食物的植物時使用papyros，而在指代用於非食品用途（如繩索、籃子或書寫材料）的同一植物時則使用byblos。更具體的術語βίβλος (biblos)，進入英語後形成了如'bibliography'（書目）、'bibliophile'（藏書家）和'bible'（聖經）等詞，指的是紙莎草植物的內皮。Papyrus 也是 'paper'（紙）的詞源，兩者都是相似的物質。在埃及語中，紙莎草被稱為 wadj (w3ḏ)、tjufy (ṯwfy):5 或 djet (ḏt)。

## 历史
莎草纸一直使用到8世纪左右。在埃及，莎草纸一直使用到9世纪才被从波斯传入的廉价纸张代替。在此之前，羊皮纸和牛皮纸已经在很多领域代替了莎草纸，因为它们在潮湿的环境下更耐用，而且它们在任何地方都能生产。在欧洲，教会直到11世纪左右依然在正式文件中使用莎草纸。现在留存下来最近的具有确切年代的莎草纸实物文件是一份1057年的教皇敕令和一卷书写于1087年的阿拉伯文献。拜占庭帝国直到12世纪依然在使用莎草纸，但是没能留下实物。
莎草纸消亡以后，制作莎草纸的技术也因缺乏记载而失传。后来跟随拿破仑远征埃及的法国学者虽然收集到古埃及莎草纸的实物，也没能复原其制造方法。直到1962年，埃及工程师哈桑拉贾（Hassan Ragab）利用1872年从法国引种回埃及的纸莎草，重新发明了制作莎草纸的技术。

## 使用
古代莎草紙是由生長在尼羅河三角洲的一種「紙莎草」加工而成的，世界上其它地方並無此草，因此無法大批量生產，原料的局限性使得莎草紙價值昂貴而不易普及。
古埃及人最初是将纸卷成卷轴使用的，后来为了方便，就裁为一张张的以便制成抄本，这样，书本就出现了。现在莎草纸偶尔还用于绘画，但水质的颜料会使纸张变形。
莎草纸對乾燥氣候的依賴性很高。只適合於氣候乾燥的地方使用，比如埃及和西亞各國，在埃及的干燥气候下可以很好的保存。但是它在潮湿的环境下很容易被霉菌毁坏。若空氣中水分稍重，紙張就會受潮破損，無法書寫，也無法保存。因此，当希腊和意大利曾大量引进使用的莎草纸最终大都损坏的时候，在埃及还能发现保留下来的纸草书卷，例如伊里芬丁蒲纸卷、在奧克西林庫斯的著名发现以及拿戈瑪第經集。
由於在地中海等地區莎草紙的使用局限性太多，在羊皮紙牛皮紙盛行後逐漸式微，在阿拉伯地區也終因中國造紙術的傳播而退出了歷史舞台。

## 制作（再發明版）
以下是哈桑拉贾重新发明的莎草纸制法。
生产莎草纸的原料是纸莎草的茎。先将莎草茎的硬质绿色外皮削去，把浅色的内茎切成40厘米左右的长条，再一片片切成薄片。切下的薄片要在水中浸泡至少6天，以除去所含的糖分。之后，将这些长条并排放成一层，然后在上面覆上另一层，两层薄片要互相垂直。此兩層薄片亦常以相互交叉的方式編織成網格狀，形似織物。將这些薄片平摊在两层亚麻布中间趁湿用木槌捶打，将两层薄片压成一片并挤去水分，再用石头等重物压（现在一般用机器压制），干燥后用浮石磨光就得到莎草纸的成品。由于只使用纸的一面，在书写的一面要进行施胶处理，使墨水在书写时不会暈开。